# Skoki do wody na Letnich Igrzyskach Olimpijskich 2008
Skoki do wody na Letnich Igrzyskach Olimpijskich 2008 rozgrywane były w dniach 10 sierpnia – 23 sierpnia 2008 roku w Beijing National Aquatics Center.
W każdej konkurencji indywidualnej kraj mógł wystawić po 2 zawodników/zawodniczki, a w konkurencjach podwójnych po 1 parze. Rozdano osiem kompletów medali, po cztery w konkurencjach dla kobiet i mężczyzn.

## Konkurencje

### trampolina3 m pary kobiet synchronicznie
| Lp. | Państwo           | Zawodniczka                          | Wynik  |
| --- | ----------------- | ------------------------------------ | ------ |
| 1.  | Chiny             | Guo Jingjing Wu Minxia               | 343,50 |
| 2.  | Rosja             | Julia Pakalina Anastazja Pozdniakowa | 323,61 |
| 3.  | Niemcy            | Ditte Kotzian Heike Fisher           | 318,90 |
| 4.  | Stany Zjednoczone | Kelci Bryant Ariel Rittenhouse       | 314,40 |
| 5.  | Australia         | Briony Cole Sharleen Stratton        | 311,34 |
| 6.  | Włochy            | Noemi Batki Francesca Dallape        | 296,70 |
| 7.  | Ukraina           | Maria Wołoszczenko Anna Pismenska    | 293,10 |
| 8.  | Wielka Brytania   | Tandi Gerrard Hayley Sage            | 278,25 |

### trampolina3 m pary mężczyzn synchronicznie
| Lp. | Państwo           | Zawodnik                               | Wynik  |
| --- | ----------------- | -------------------------------------- | ------ |
| 1.  | Chiny             | Wang Feng Qin Kai                      | 469,08 |
| 2.  | Rosja             | Dmitrij Sautin Robert Jurij Kunakow    | 421,98 |
| 3.  | Ukraina           | Ilja Kwasza Ołeksij Prigorow           | 415,05 |
| 4.  | Stany Zjednoczone | Chris Colwill Jevon Tarantino          | 410,73 |
| 5.  | Kanada            | Alexandre Despatie Arturo Miranda      | 409,29 |
| 6.  | Niemcy            | Pavlo Rozenberg Sascha Klein           | 402,84 |
| 7.  | Wielka Brytania   | Nicholas Robinson-Baker Benjamin Swain | 402,36 |
| 8.  | Australia         | Scott Robertson Robert Newbery         | 393,60 |

### trampolina 3 m indywidualnie kobiet
| Lp. | Państwo           | Zawodnicy         | Wynik  |
| --- | ----------------- | ----------------- | ------ |
| 1.  | Chiny             | Guo Jingjing      | 415,35 |
| 2.  | Rosja             | Julia Pakhalina   | 398,60 |
| 3.  | Chiny             | Wu Minxia         | 389,85 |
| 4.  | Kanada            | Blythe Hartley    | 374,60 |
| 5.  | Włochy            | Tania Cagnotto    | 349,20 |
| 6.  | Szwecja           | Anna Lindberg     | 342,15 |
| 7.  | Australia         | Sharleen Stratton | 331,00 |
| 8.  | Stany Zjednoczone | Nancilea Foster   | 316,70 |

### trampolina 3 m indywidualnie mężczyzn
| Lp. | Państwo           | Zawodnicy          | Wynik  |
| --- | ----------------- | ------------------ | ------ |
| 1.  | Chiny             | He Chong           | 572,90 |
| 2.  | Kanada            | Alexandre Despatie | 536,65 |
| 3.  | Chiny             | Qin Kai            | 530,10 |
| 4.  | Rosja             | Dmitrij Sautin     | 512,65 |
| 5.  | Niemcy            | Pavlo Rozenberg    | 485,60 |
| 6.  | Stany Zjednoczone | Troy Dumais        | 472,50 |
| 7.  | Meksyk            | Yahel Castillo     | 462,10 |
| 8.  | Niemcy            | Patrick Hausding   | 462,05 |

### wieża 10 m pary kobiet
| Lp. | Państwo           | Zawodniczka                        | Wynik  |
| --- | ----------------- | ---------------------------------- | ------ |
| 1.  | Chiny             | Wang Xin Chen Ruolin               | 363,54 |
| 2.  | Australia         | Briony Cole Melissa Wu             | 335,16 |
| 3.  | Meksyk            | Paola Espinosa Tatiana Ortiz       | 330,06 |
| 4.  | Niemcy            | Annett Gamm Nora Subschinski       | 310,29 |
| 5.  | Stany Zjednoczone | Marybeth Dunnichay Haley Ishimatsu | 309,12 |
| 6.  | Korea Północna    | Choe Kum-hui Kim Un-hyang          | 308,10 |
| 7.  | Kuba              | Meaghan Benfeito Roseline Filion   | 305,91 |
| 8.  | Wielka Brytania   | Tonia Couch Stacie Powell          | 303,48 |

#### wieża 10 m pary mężczyzn
| Lp. | Państwo           | Zawodnicy                         | Wynik  |
| --- | ----------------- | --------------------------------- | ------ |
| 1.  | Chiny             | Lin Yue Huo Liang                 | 468,18 |
| 2.  | Niemcy            | Patrick Hausding Sascha Klein     | 450,42 |
| 3.  | Rosja             | Gleb Galperin Dmitrij Dobroskok   | 445,26 |
| 4.  | Australia         | Mathew Helm Robert Newbery        | 444,84 |
| 5.  | Stany Zjednoczone | David Boudia Thomas Finchum       | 440,64 |
| 6.  | Kolumbia          | Victor Ortega Juan-Guillermo Uran | 423,66 |
| 7.  | Kuba              | Jose Guerra Oliva Erick Fornaris  | 409,38 |
| 8.  | Wielka Brytania   | Blake Aldridge Tom Daley          | 408,48 |

#### wieża 10 m indywidualnie kobiet
| Lp. | Państwo         | Zawodniczki       | Wynik  |
| --- | --------------- | ----------------- | ------ |
| 1   | Chiny           | Chen Ruolin       | 447,70 |
| 2   | Kanada          | Émilie Heymans    | 437,05 |
| 3   | Chiny           | Wang Xin          | 429,90 |
| 4   | Meksyk          | Paola Espinosa    | 380,95 |
| 5   | Meksyk          | Tatiana Ortiz     | 343,60 |
| 6   | Australia       | Melissa Wu        | 338,15 |
| 7   | Kanada          | Marie-Ève Marleau | 332,10 |
| 8   | Wielka Brytania | Tonia Couch       | 328,70 |

#### wieża 10 m indywidualnie mężczyzn
| Lp. | Państwo         | Zawodnicy                 | Wynik  |
| --- | --------------- | ------------------------- | ------ |
| 1   | Australia       | Matthew Mitcham           | 537,95 |
| 2   | Chiny           | Zhou Lüxin                | 533,15 |
| 3   | Rosja           | Gleb Galperin             | 525,80 |
| 4   | Chiny           | Huo Liang                 | 508,40 |
| 5   | Kuba            | Jose Antonio Guerra Oliva | 507,15 |
| 6   | Australia       | Mathew Helm               | 467,70 |
| 7   | Wielka Brytania | Thomas Daley              | 463,55 |
| 8   | Meksyk          | Rommel Pacheco            | 460,20 |